# S/S Kama - Kalundborg-Aarhus
|  | Denne artikel er oprettet af botten Steenthbot ud fra en ekstern database. Den kan derfor have sproglige fejl eller mangler. Denne skabelon kan fjernes efter kontrol af indholdet. |

S/S Kama - Kalundborg-Aarhus er en dansk dokumentarfilm fra 1942.

## Handling
Optagelser af galeasen "Kama", der sejler mellem Kalundborg og Aarhus under besættelsen. Skibet blev indsat på ruten midt i juni 1942 og sejlede tre gange om ugen. Det blev hurtigt afløst af den større galease "Resulut", som kunne tage 40 passagerer. Kama lægger til i Kolby Kås på Samsø, hvor passagerer går fra borde, og der losses varer, bl.a. fisk, kød og post. På vej mod Aarhus lægger en kutter til skibssiden, og to passagerer 'går fra borde' midt ude på havet for at blive sejlet til Tunø. Sejlturen ender i Aarhus Havn.